# مارک هاورد
مارک هاورد (انگلیسی: Mark Howard؛ زادهٔ ۲۱ سپتامبر ۱۹۸۶) بازیکن فوتبال اهل بریتانیا است.
از باشگاه‌هایی که در آن بازی کرده‌است می‌توان به باشگاه فوتبال کاردیف سیتی، باشگاه فوتبال آرسنال، باشگاه فوتبال آبردین، باشگاه فوتبال بلکپول، باشگاه فوتبال شفیلد یونایتد، باشگاه فوتبال سوانزی سیتی، باشگاه فوتبال فالکیرک، و باشگاه فوتبال سنت میرن اشاره کرد.